# Парсегов Валерій Володимирович
Вале́рій Володи́мирович Парсе́гов — артист балету, педагог, 1965 — заслужений артист УРСР.

## Життєпис
Народився 23 березня у Києві. Помер 26 серпня 2007 (по інших даних 28 жовтня 2008) р. (Київ).
1955 року закінчив Київське державне хореографічне училище (педагог Апухтін). 1956 року дебютував в Київському театрі опери та балету ім. Т. Г. Шевченка в партії Принца («Лускунчик»). 1965 — заслужений артист УРСР.
Разом з Іраїдою Лукашовою удостоєний премії імені Анни Павлової та Вацлава Ніжинського Французької академії танцю (1964). Тоді відбувся тріумф трупи Київського театру опери та балету на ІІ Міжнародному фестивалі танцю, здобуто Золоту зірку переможців. Приз вручав сам директор Паризького університету танцю Серж Лифар, він також вручив приз міста Парижа — витончену кришталеву чашу. Серед партій — Зіфрід, Базіль, Принц («Попелюшка»), Дезіре та Блакитний Птах, Ромео, Вацлав, Паоло («Франческа де Ріміні»), Мензер («Сім красунь»), Паріс («Лілея» Данькевича), Лукаш, Перелісник («Лісова пісня» Скорульського), перший виконавець партії Івана («Тіні забутих предків» Кирейка).
З 1965 року — викладач Київського хореографічного училища. Серед учнів — Сергій Бондур, народний артист України, Денис Матвієнко, заслужений артист України, Артем Дацишин.
Танцювальну кар'єру завершив 1976 року партією Базіля в «Дон-Кіхоті». 1977 року вийшов на пенсію, з 1990 брав участь у наборі на навчання обдарованих дітей.